# 费利克斯·许茨
费利克斯·许茨（德語：Felix Schütz，1987年11月3日—），德国男子冰球运动员，场上位置是前锋。他曾代表德国参加2018年冬季奥林匹克运动会冰球比赛，获得一枚银牌。